# بايرون لي
بايرون لي (بالإنجليزية: Byron Lee)‏ هو منتج أسطوانات ومغني وموسيقي وملحن جامايكي، ولد في 27 يونيو 1935 في Christiana, Jamaica ‏ في جامايكا، وتوفي في 4 نوفمبر 2008 في كينغستون في جامايكا بسبب سرطان المثانة.

## وصلات خارجية
- بايرون لي على موقع IMDb (الإنجليزية)
- بايرون لي على موقع ألو سيني (الفرنسية)
- بايرون لي على موقع ميوزك برينز (الإنجليزية)
- بايرون لي على موقع قاعدة بيانات الأفلام السويدية (السويدية)
- بايرون لي على موقع ديسكوغز (الإنجليزية)
- بايرون لي على موقع كينوبويسك (الروسية)